# Gadila austinclarki
Gadila austinclarki is een Scaphopodasoort uit de familie van de Gadilidae. De wetenschappelijke naam van de soort is voor het eerst geldig gepubliceerd in 1951 door Emerson.